# Dirk Schrade
Dirk Schrade (Münsingen, 29 de junho de 1968) é um ginete de elite alemão. campeão olímpico do CCE por equipes. 

## Carreira
Dirk Schrade representou seu país nos Jogos Olímpicos de 2012, na qual conquistou no CCE por equipes a medalha de ouro, em 2012. 